# Понте Чинкве Арки (Кампобасо)
Понте Чинкве Арки је насеље у Италији у округу Кампобасо, региону Молизе.
Према процени из 2011. у насељу је живело 36 становника. Насеље се налази на надморској висини од 757 м.